# Тори
Вижте пояснителната страница за други значения на тори.
Партията на торите (от ирландски: tóraidhe, разбойник) е британска политическа партия, предшественик на днешната Консервативна партия. Произходът на името е свързан с кризата около Закона за изключването от 1678–1681, когато тори става обидно наименование на противниците на изключването на Джеймс от наследяването на трона на Англия и Ирландия.
След тежко изборно поражение през 1830-те партията на торите е основно реформирана от Робърт Пийл и започва да се нарича Консервативна партия. Днес тори продължава да се използва като название на консерваторите, макар че някои от тях го приемат за обидно.